# Aarni
Aarni, även Haarni, är ett väsen från finsk mytologi som vaktar nedgrävda skatter. Aarni är även ett finskt mansnamn.